# Næste stop - Paradis
Næste stop – Paradis er en dansk film fra 1980, skrevet og instrueret af Jon Bang Carlsen.

## Medvirkende
- Karen Lykkehus
- Preben Lerdorff Rye
- Suzette Kempf
- Jessie Rindom
- Ole Larsen
- Ingolf David
- Inger Stender
- Otto Brandenburg
- Kirsten Hansen-Møller
- Pouel Kern